# Ключевые механизмы старения
Ключевые механизмы старения — типы биохимических изменений, происходящих во всех организмах по мере их биологического старения, которые ведут к постепенной прогрессирующей потере физиологической целостности, нарушениям функционирования и, в конечном итоге, смерти. Впервые они были определены в 2013 году в научной статье «The Hallmarks of Aging» с целью понимания сути биологического старения и обособления его глубинных механизмов. Перевод статьи на русский под названием «Ключевые признаки старения» был опубликован на сайте научно-исследовательского учреждения МЧС России. В 2022 году список механизмов старения было предложено расширить.
Были предложены[кем?] три ключевых момента, исходя из которых механизмы старения определяются:
- они проявляются с возрастом;
- ускорение старения при экспериментальном усилении данных механизмов;
- возможность замедлять, останавливать и поворачивать вспять процесс старения путём терапевтического воздействия на них.

Эти условия применимы в различной степени ко всем нижеприведённым механизмам. Последний критерий в отношении многих механизмов является самым труднопроверяемым, поскольку наука ещё не нашла осуществимые на практике способы таких вмешательств в живые организмы.

## Обзор

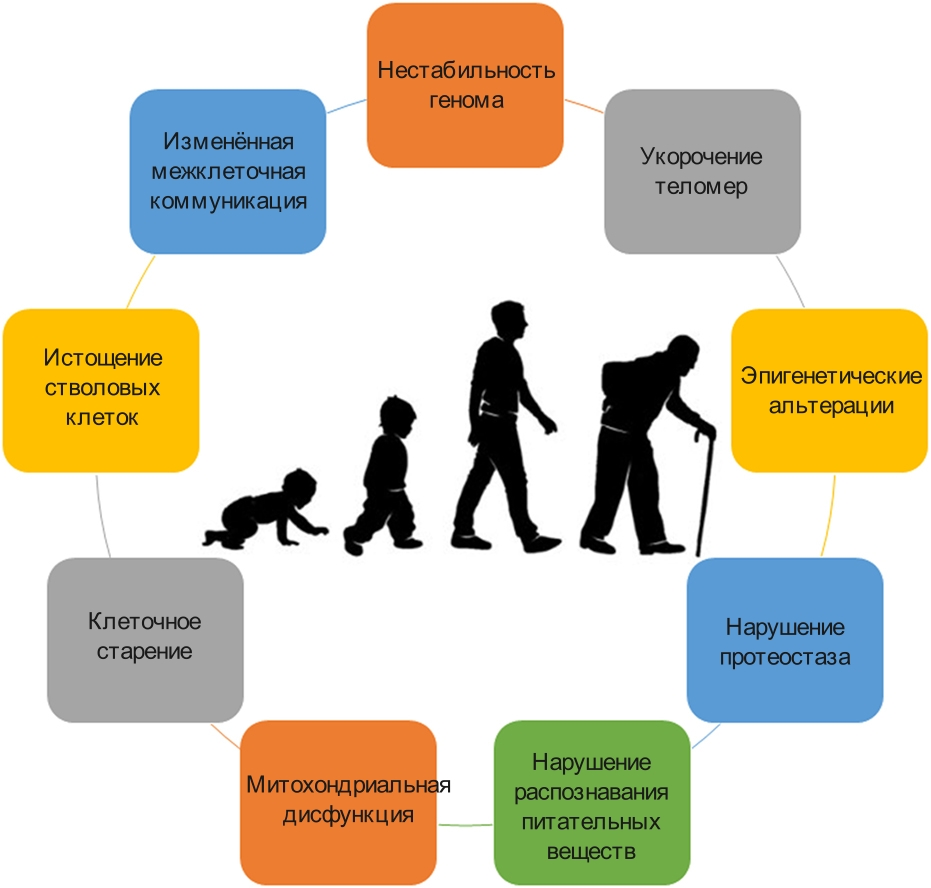
9 первоначальных ключевых механизмов старения

С течением времени почти все живые организмы имеют постепенные и необратимые возрастные изменения и связанную с этим потерю функций систем организма. Возраст является основным риск-фактором для главных болезней человека, включая рак, диабет, сердечно-сосудистые заболевания и нейродегенеративные болезни. Поэтому важно описать и классифицировать типы изменений, происходящих в организме с возрастом.
В январе 2023 года, через десять лет после публикации оригинальной активно цитируемой научной статьи, её авторы расширили список предложенных механизмов. В статье, закрытой платным доступом, к первоначальным девяти механизмам были добавлены ещё три: нарушенная макроаутофагия, хроническое воспаление и дисбактериоз.
Учёные классифицировали их в несколько групп.

### Первичные механизмы (причины повреждений)
- Нестабильность генома (повреждение ДНК, включая хромосомальные анеуплоидии и мутации митохондриальной ДНК)
- Укорочение теломер
- Эпигенетические альтерации
- Нарушение протеостаза[англ.]
- Нарушение макроаутофагии

Эти механизмы однозначно негативны и запускают домино дальнейших повреждений.

### Антагонистические механизмы (ответы организма на повреждения)
Эти механизмы являются частью антагонистических (компенсаторных) ответов на повреждения от первичных механизмов и направлены для минимизации нанесённого вреда. Антагонистические механизмы имеют и положительное, и отрицательное влияние на организм. При слабой активности они полезны. Но при активном длительном задействовании разрегулировываются и начинают привносить вред.
- Нарушение распознавания питательных веществ - клетка должна распознавать питательные вещества и на их основе синтезировать нужные ей. Но в случае длительного воздействия на клетку некоторых веществ могут начать происходить повреждения клеточных структур.
- Митохондриальная дисфункция
- Клеточное старение (сенесценция) — механизм ликвидирует клетки с накопившимися серьёзными повреждениями и защищает организм от рака. Но в случае накопления большого количества сенесцентных клеток те ускоряют старение.

АФК служат важными переносчиками сигналов, но они также вызывают клеточные повреждения. И если повреждения от небольшого количества АФК клетка более-менее успешно ремонтирует и компенсирует, то высокие уровни АФК приводят к увеличению количества повреждений.

### Интегративные механизмы
- Истощение стволовых клеток
- Изменённая межклеточная коммуникация
- Хроническое воспаление[англ.]
- Дисбактериоз

Интегральные механизмы проявляются, когда повреждения, вызванные основными и антагонистическими группами повреждений, уже не могут быть скомпенсированы механизмами клеточного и тканевого гомеостаза.

## Классический список механизмов

### Нестабильность генома
Исправное функционирование генома является наиболее важной предпосылкой для исправного функционирования клетки и организма в целом. Изменения в генетическом коде давно рассматривались как одна из главных причин старения. Генетическая нестабильность происходит от точечных мутаций, делеций, транслокаций, укорочения теломер, одноцепочечных и двухцепочечных разрывов ДНК (с последующим неполноценным ремонтом), хромосомных перестроек, возникновения дефектов в клеточной архитектуре, нарушения генов вследствие вмешательств вирусов и транспозонов. Помимо вклада в старение, геномная нестабильность также играет центральную роль в онкогенезе, а также фактор нейродегенеративных болезней, таких как боковой амиотрофический склероз и нервно-мышечное заболевание миотоническая дистрофия.
Мутации накапливаются и в ядерной ДНК, и в митохондриальной, а также появляются дефекты в ядерной ламине.
О темпах мутации ядерной ДНК можно судить по следующему примеру. Обычные клетки эпителия пищевода в организме молодых людей уже содержат сотни мутаций. К среднему возрасту количество мутаций в них уже может превысить 2000 на клетку. Сравнительный анализ показывает, что темп накопления мутаций в клетках различных млекопитающих обратно коррелирует с их продолжительностью жизни.
Аномальные химические структуры в ДНК образуются преимущественно путём окислительного стресса и воздействия факторов окружающей среды. Клетка имеет несколько механизмов репарации ДНК. Но результат восстановления часто не идеален и повреждения постепенно накапливаются. В нескольких научных работах было продемонстрировано, что недостаточный уровень репарации ДНК приводит к большему накоплению повреждений ДНК, что в свою очередь приводит к ускоренному старению. А увеличение репарации ДНК приводит к большей продолжительности жизни.
Мутации в митохондриальной ДНК также вносят свой вклад в процесс старения, вследствие высокого уровня их репликации, ограниченной эффективности их механизмов репарации, окислительного микроокружения и отсутствия гистонов, защищающих эти ДНК-молекулы. Ситуация с исследованием роли мтДНК в старении осложняется тем, что в одной клетке могут одновременно присутствовать исправные и повреждённые мтДНК — состояние, называемое гетероплазмия. Но по крайней мере, глубокое секвенирование старых клеток выявило, что количество мутаций митохондриальной ДНК существенно увеличивается по мере прохождения ими через множество делений. Любопытно, что большинство мутаций в митохондриальной ДНК в зрелых или сенесцентных клетках вызваны не окислительными повреждениями, а ошибками репликации в начале жизни, которые затем множатся и вызывают нарушение дыхательной цепи в разных тканях организма. В исследовании 2022 года ультра-чувствительное секвенирование показало, что большинство мутаций mtDNA в пожилых клетках происходят от репликацонных ошибок, вызванных ДНК-полимеразой γ, а не от окислительного стресса.
Одним из факторов, приводящих к геномной нестабильности, являются возникающие в процессе жизни дефекты в ядерной ламине.

### Укорочение теломер

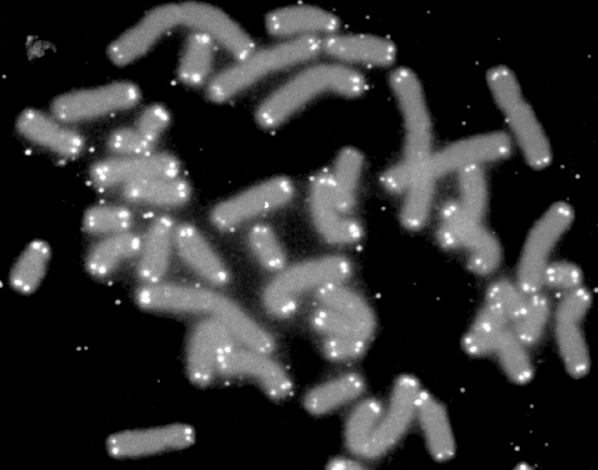
Хромосомы человека (серые структуры) с теломерами на их концах (белые пятнышки)

Теломеры — это участки повторяющихся нуклеотидных последовательностей на концах хромосом, которые связываются со специализированными защитными протеинами, называемых шелтеринами или телосомами, с образованием защитной структуры, называемой Т-петлёй. Эта структура защищает хромосомную ДНК от прогрессирующей деградации. Также эта структура не позволяет белкам систем репарации ошибочно принять концы ДНК за концы разорванной хромосомы и случайно сшить две хромосомы вместе.
В процессе репликации в эукариотических клетках ДНК-полимераза не может скопировать крайние участки теломер. Вследствие этого после некоторого количества делений теломеры заметно сокращаются, что сказывается на геномной стабильности и в конечном итоге приводит либо к апоптозу, либо к сенесценции.
Сокращение теломер ассоциировано со старением, смертностью и возрастными болезнями. Влияние сокращения теломер на старение часто изучают на мышах. Эксперименты на генно-модифицированных животных дают основания предположить причинную связь между укорачиванием теломер и старением. Ещё в 1960-х годах Леонард Хейфлик продемонстрировал, что популяция соматических клеток плода человека претерпевает 40-60 делений, после чего клетки входят в сенесцентную фазу. Всякий раз, когда клетка проходит через митоз, теломеры на концах хромосом слегка уменьшаются. Клеточное деление прекращается как только теломеры истощаются до критической длины. Такое положение дел полезно, чтобы остановить неконтролируемую клеточную пролиферацию (как то зарождающийся рак), но в случае нормально функционирующих клеток это не позволяет им продолжить деление, когда это необходимо.
Существует фермент теломераза, который удлиняет теломеры в гаметах и стволовых клетках. В соматических клетках ген, ответственный за выработку теломеразы, деактивирован как защита от обращения данных клеток в раковые. Низкая активность теломеразы в соответствующих клетках человека приводит к ряду возрастных заболеваний, связанных с потерей регенеративных способностей тканей. Было экспериментально показано, что ускоренное старение в теломераза-дефицитных мышах возвращается к норме, когда теломераза реактивируется. Более того, обычное старение в мышах может быть задержано с помощью фармакологическое активации или трансдукции теломеразы, а мышь со сверхдлинными теломерами демонстрирует удлинённую продолжительность жизни и улучшение метаболического здоровья.

### Эпигенетические альтерации

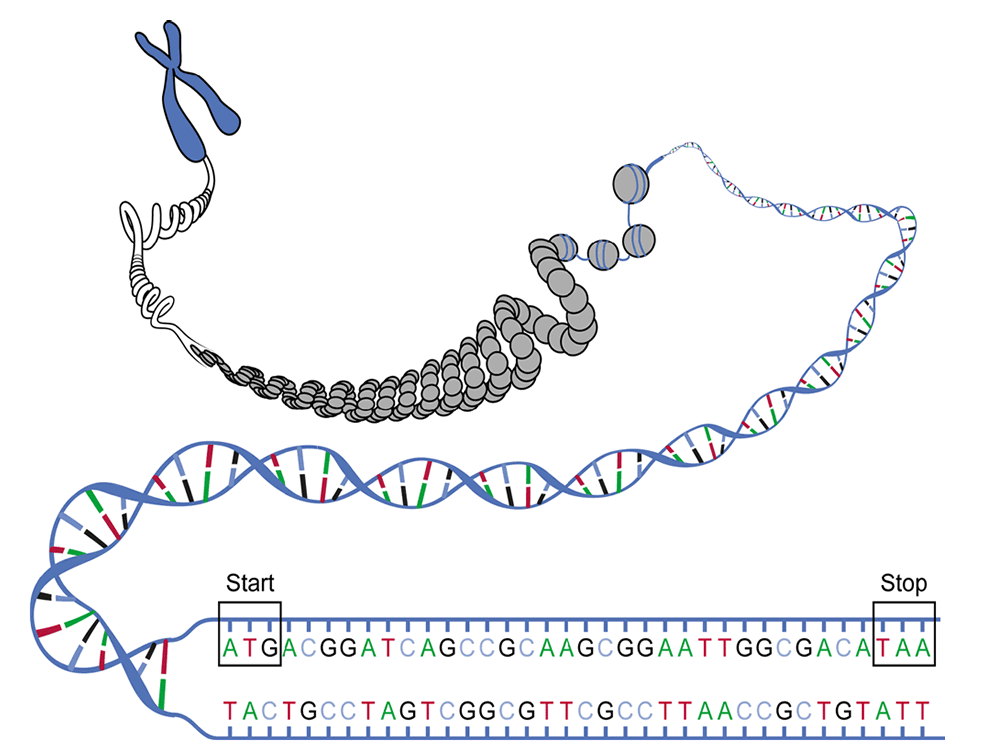
Упаковка ДНК: цепочка ДНК обёртывается вокруг гистонов, образуя нуклеосомы. Которые затем последовательно упаковываются в более крупные структуры, образуя хроматин.

Геном состоит из огромного количества генов, но в данном типе клеток и в данное время только часть из них экспрессируется. Результат функционирования генома зависит как от порядка нуклеотидов в нём, так и от того, какие участки ДНК открыты для транскрипции и какие управляющие участки ДНК регулируют процесс.
При необходимости клетка может включать и выключать гены путями изменений в упаковываний ДНК на разных уровнях и/или с помощью внешних молекулярных меток, устанавливаемых поверх ДНК (к примеру, метилирование). Последовательность самих нуклеотидов в ДНК при этом не меняется. Это уровень регуляции работы генома, осуществляемый без изменений в самом геноме, - эпигеном. Эпигенетический профиль - когда, где и в какой степени изменения происходят - изменяется по мере старения: в основном за счёт накапливающихся поломок в эпигеноме, но возможна и программная составляющая, имеющая целью оптимизацию работы потрёпанной клетки в общем случае. Кроме того, может иметь место ускорение возрастных эпигенетических изменений и ускорение эпигенетических часов под воздействием факторов загрязнённой окружающей среды. В результате данных возрастных изменений полезные гены могут прекратить работать, а ненужные гены включиться, что нарушает нормальное функционирование клетки. Исследование на мышах показало, что на протяжении жизни происходит большой сдвиг в паттерне экспрессии генов в разных тканях.
В создание и поддержание эпигенетических паттернов вовлечены многие системы ферментов: ДНК-метилтрансферазы, ацетилазы гистонов, деацетилазы, метилазы, деметилазы, а также протеиновые комплексы, вовлечённые в ремоделирование хроматина и в создание некодирующих РНК.
Авторы статьи "Hallmarks of aging: An expanding universe" выделяют следующие разновидности эпигенетических альтераций, вносящих вклад в старение:
- Изменения в паттерне метилирования ДНК,
- Аномальная посттрансляционная модификация гистонов, а также их потеря,
- Отклонения от нормы при ремоделировании хроматина,
- Сбои в работе некодирующих РНК (ncRNA).

#### Изменения метилирования ДНК
С возрастом метилирование одних участков ДНК возрастает, а других уменьшается. Это может приводить к ухудшению экспрессии нужных генов и к началу экспрессии генов, которые должны быть заглушены. Но функциональные последствия изменений для большинства случаев остаются неясными, поскольку эти изменения происходят на интронах и на межгенных участках.
На основе отслеживания метилирования ДНК был создан ряд эпигенетических часов, позволяющих определять возраст организма и риски смертности. Эти эпигенетические часы позволяют дать оценку эффективности предполагаемых антивозрастных вмешательств в организм. К примеру, в исследовании по геренерации щитовидной железы, продолжавшемся 1 год, эпигенетический возраст испытуемых добровольцев, вместо того чтобы увеличиться на 1 год, уменьшился на 1,5 года. Спустя 6 месяцев после завершения вмешательства их эпигенетический возраст был меньше хронологического на 2 года. Подобным образом, в эксперименте, где добровольцам в течение 7-месяцев давали α-кетоглутарат, их эпигенетический возраст уменьшился на 8 лет.
Учёные отмечают, что изменения в метилировании ДНК ассоциированы с возрастом, однако до сих пор нет твёрдых доказательств, что эти изменения вносят непосредственный вклад в развитие старения. Необходимы дальнейшие исследования, что дефектный паттерн метилирования ДНК ускоряет старение, а улучшение паттерна продлевает жизнь.

#### Модификация гистонов
С возрастом связаны глобальная потеря гистонов и изменения в посттрансляционной модификации гистонов. Увеличение образования гистонов увеличивает продолжительность жизни дрозофил.
Было проведено множество исследований на модельных животных, показывающих, что воздействие на ферменты, модифицирующие гистоны, приводят к изменению продолжительности и качества жизни. Как пример, сиртуины являются типом ферментов с деацетилазной активностью. Они способствуют связыванию ДНК гистонами и, таким образом, выключают ненужные гены. Эти ферменты используют NAD как кофермент. По мере старения уровень NAD в клетках понижается, что приводит к снижению способности сиртуинов в определённое время выключать ненужные гены. Снижение активности сиртуинов ассоциировано с ускоренным старением, а увеличение активности предотвращает несколько возрастных болезней.

#### Отклонения в ремоделировании хроматина
Помимо изменений эпигенетических меток непосредственно на ДНК и модификации гистонов, существуют ещё несколько белков и хроматин-ремоделирующих факторов, наподобие гетерохроматинового белка 1α (HP1α) и белков группы polycomb, которые вовлечены в геномную стабильность и процессы репарации ДНК и могут влиять на старение. Изменения в этих эпигенетических факторах могут оказать сильное влияние на архитектуру хроматина, включая глобальную потерю гетерохроматина и его перераспределение, что часто и наблюдается в старых клетках.
Уже проведено много исследований на беспозвоночных по причинно-следственным связям между изменениями хроматина и темпом старения. Эти исследования продемонстрировали, что, к примеру, мутации потери функции в белках HP1α уменьшают продолжительность жизни, а повышенный темп их создания увеличивает продолжительность максимальной жизни и здоровой жизни. Подобных исследований на млекопитающих пока мало, но большинство из них показывает, что расслабление гетерохроматина усиливает развитие старения и возрастных патологий, а поддержание гетерохроматина благоприятствует долголетию.

#### Сбои в работе некодирующих РНК
Эксперименты на модельных животных показали, что многие типы ncRNA способны оказывать влияние на темп старения. К примеру, lncRNA (включая TERRA), microRNA, circRNA. Некодирующие РНК влияют на продолжительность максимальной жизни и здоровой жизни посредством посттранскрипционной регуляции компонентов путей, связанных со старением, и изменяя поведение стволовых клеток

#### Просыпание ретротранспозонов и эндогенных ретровирусов
Следствием сбоев в эпигеноме является возможность просыпания в клетке ретротранспозонов и эндогенных ретровирусов.
Ретротранспозоны — это мобильные элементы в геномах, которые при некоторых условиях способны перемещаться из одного места генома в другое или копировать себя, иногда прихватывая с собой часть генетического материала или нарушая работу участка хромосомы, куда они встроились. Для перемещения и копировани ретротранспозоны используют механизмы клетки. Просыпание ретротранспозонов характерно для сенесцентных клеток. Проснувшиеся ретротранспозоны могут активировать пути иммунных механизмов, поскольку могут распознаться иммунной системой как чужеродная ДНК.
Ввод в организм пожилых мышей дикого типа нуклеозидных ингибиторов обратной транскриптазы (NRTI), которые подавляют или ослабляют высвобождение ретротранспозонов, уменьшает у них уровень маркеров генетических повреждений. У Sirt6-дефицитных мышей ввод NRTI продлевает жизнь и улучшает здоровье. Ввод в организм прогероидных мышей антисмысловых олигонуклеотидов (antisense oligonucleotide) увеличивает их продолжительность жизни. В геномах некоторых людей-долгожителей обнаружен редкий вариант SIRT6-гена, который является более сильным ингибитором LINE1-ретротранспозонов, повышает геномную стабильность и способен более надёжно уничтожать раковые клетки, чем стандартный SIRT6.
Эндогенные ретровирусы — это остатки ДНК вирусов, которые когда-то поразили предков организмов. Эти остатки ДНК могут сохраниться в геномах в подавленном состоянии и передаваться из поколения в поколение. При некоторых условиях (к примеру, разрушении ингибирующих их маркеров эндогенома или при сбое в управляющих участках ДНК), эти ретровирусы могут проснуться и внести свой вклад в старение. Они быть подавлены нейтрализующими антителами.

### Нарушение протеостаза
Протеостаз  — это гомеостазный процесс поддержания пула протеинов, необходимых для нормального функционирования клетки, в надлежащем качестве и в полном объёме. Неправильное свёртывание протеинов, их окисление, неправильное расщепление и неправильная посттрансляционная модификация могут создать нефункционирующие и даже вредные протеины и протеиновые агрегации, которые затрудняют нормальное функционирование клетки и могут стать причиной многих болезней пожилого возраста (таких как БАС, болезнь Альцгеймера, болезнь Паркинсона, катаракта). Эксперименты на дрожжах, нематодах и дрозофилах, к ходе которых с помощью генетических манипуляций с рибосомным белком RPS23 была увеличена аккуратность трансляции, показали увеличение продолжительности жизни у подопытных организмов. А эксперименты на мышах, в ходе которых в рибосомный белок RPS9 были внесены мутации, увеличивающие количество ошибок при трансляции, привели к преждевременному старению животных.
Некоторые вещества, попадающие в организм извне, способны усугубить нарушение протеостаза и ускорить старение. Так, было зафиксировано уменьшение максимальной жизни и здоровой жизни у дрозофил, которых кормили пищей, обогащённой различными конечными продуктами гликирования (AGEs) и липофусцином (агрегация ковалетно-сшитых белков, сахаров и липидов). При этом в клетках организмов было обнаружено повышенное содержание белков, модифицированных конечными продуктами гликирования, и карбонилированных белков. Все эти негативные вещи ещё более усугубились, когда учёные дополнительно вывели из строя в подопытных дрозофилах лизосомную протеазу cathepsin D.
Отдельные дефектные протеины могут быть разрушены специальными ферментами, такими как протеасома. Протеиновые агрегации могут быть удалены в процессе макроаутофагии путём включения их в аутофагосомы с дальнейшей доставкой в лизосомы для дальнейшего расщепления в них. Но хотя повреждённые протеины постепенно утилизируются и перерабатываются, они успевают навредить клетке. С возрастом количество таких повреждённых белков и их агрегаций увеличивается - происходит нарушение протеостаза. Этот процесс может быть замедлен и подавлен путём уменьшения потребляемых калорий или приёмом рапамицина - оба метода ингибируют сигнальный путь mTOR. Интраназальное введение в мышей рекомбинированного человеческого белка HSP70 увеличило в них активность протеасом, уменьшило в мозгу уровень липофусцинов, усилило их когнитивные способности и увеличило продолжительность жизни.

### Нарушение макроаутофагии
Аутофагия — это процесс, в ходе которого клетка отправляет в лизосомы и переваривает в них свои собственные компоненты (такие как белки и органеллы) для получения энергии, для избавления себя от этих компонентов в случае их сильного повреждения или потому что те оказываются не нужны, а также для избавления себя от проникших патогенов. По мере старения аутофагия нарушается. Скомпрометированная аутофагия наблюдается при ряде старческих состояний, включая нейродегенерацию и иммуностарение. Активация аутофагии может увеличить продолжительность жизни мышей и усилить иммунный ответ на вакцинацию в престарелых людях путём преодоления иммуностарения. Ранее компрометация аутофагии рассматривали как часть механизма нарушения протеостаза, но поддержание динамической стабильности пула белков и обслуживание органелл являются разными вещи, поэтому было предложено выделить нарушение макроаутофагии в отдельный механизм.
Гены и белки, участвующие в аутофагии, также вовлечены в процессы фагоцитоза и выдавливания из клетки внутриклеточного мусора (к примеру, нефункционированных митохондрий) в форме экзосфер для последующей утилизации их макрофагами.
В одном из исследований долгожителей учёные обследовали CD4+ лимфоциты у 16 потомков людей, имеющих исключительную продолжительность жизни, и обнаружили в этих клетках повышенную активность аутофагии по сравнению со сверстниками из контрольной группы.
Уже проведено много экспериментов на модельных организмах, доказывающих, что стимуляция аутофагии увеличивает в них продолжительности максимальной жизни и здоровой жизни. К примеру, в эксперименте на дрозофилах увеличение аутофагии лишь в клетках энтероцита кишечника увеличивает их продолжительность жизни. В эксперименте на мышах трансгенное увеличение экспрессии ATG5 под контролем постоянно экспрессируемого промотора достаточно для продления жизни, улучшения метаболического здоровья и моторной функции.
В аутофагии задействаван полиамин спермидин. К 2021 году были проведены исследования на модельных мышах, которые показали эффект cпермидина в замедлении старения. В 2022 году учёные выяснили, что на старение людей приём спермидина не влияет.

### Нарушение распознавания питательных веществ
Клеточное распознавание питательных веществ — это способность клетки распознавать изменения в концентрациях поступающих к ней питательных веществ и правильно на это реагировать. Это такие вещества как глюкоза, жирные кислоты, аминокислоты. Во время их изобилия активизируется анаболизм посредством различных сигнальных путей. Наиболее хорошо изученный среди них — сигнальный путь mTOR
 Когда питательные вещества в дефиците, рецептор AMPK чувствует это и выключает путь mTOR для сбережения ресурсов.
Клеточные системы распознавания веществ мало изменились в процессе эволюции. Они включают внеклеточные лиганды, такие как инсулин и инсулиноподобные факторы роста, рецепторные тирозинкиназы, с которыми те взаимодействуют, а также внутриклеточные сигнальные каскады. Эти каскады включают в себя сигнальные пути PI3K-AKT и Ras-MEK-ERK, а также факторы транскрипции, включая FOXO3 и E26, которые трансактивируют гены, вовлечённые в различные клеточные процессы. Комплекс mTORC1 реагирует на питательные вещества, такие как глюкоза и аминокислоты, и стрессорные факторы, такие как гипоксия и нехватка энергии, для регуляции активности множества белков, включая факторы транскрипции наподобие SREBP и TFEB. Эта сигнальная сеть является центральным регулятором клеточной активности, включающей в себя аутофагию, биогенез mRNA и рибосом, синтез белков, метаболизм глюкозы, нуклеотидов и липидов, биогенез митохондрий, активность протеасомы. Активность сигнального пути откликается на наличие питательных веществ и стрессовых факторов, активирую анаболизм, если питательные вещества в изобилии и отсутствует стресс, или активируя клеточные защитные механизмы в ответ на стресс и недостаток питания. Генетически уменьшенная активность компонентов в системах распознавания веществ может увеличить продолжительности максимальной и здоровой жизней в различных модельных организмах. Геномные исследования на людях показали вовлечённость фактора транскрипции FOXO3 и генетических вариантов, кодирующих компоненты систем распознавания веществ, в долголетие людей. Эпигенетический возраст также ассоциирован с внутриклеточным распознаванием веществ. В юности внутриклеточные системы распознавания веществ функционирует таким образом, чтобы способствовать благоприятным анаболитическим процессам, но во взрослом возрасте они приобретают черты, двигающие старение.
В растущем организме важны рост и пролиферация клеток, поэтому путь mTOR высокоактивен. В выросшем организме путь mTOR естественным образом приглушается. Было обнаружено, что принудительная активация этого пути во взрослой мыше ведёт к ускоренному старению и увеличению раковых заболеваний. Методы приглушения пути mTOR, такие как уменьшение потребляемых калорий или приём рапамицина, на сегодняшний день считаются одними из самых надёжных методов увеличения продолжительности жизни червей, мух и мышей.
Если углубиться во влияние диеты на внутриклеточные механизмы распознавание питательных веществ, то переедание
- усиливает работу внутриклеточных сенсоров на питательные вещества, таких как mTORC1 (активируется лейцином и другими аминокислотами) и ацетилтрансфераза EP300[англ.] (активируется Acetyl-CoA);
- ингибирует работу сенсоров, которые срабатывают на нехватку питательных веществ, таких как AMPK и деацетилазы[англ.] SIRT1 и SIRT3[англ.] (которые реагируют на NAD+);
- прекращает катаболические реакции (гликогенолиз, протеолиз для глюконеогенеза, липолиз, спаренный с кетогенезом[англ.]) с последующим подавлением адаптивных клеточных ответов на стрессы[англ.], включая аутофагию, антиоксидантную защиту, репарацию ДНК[4].

И наоборот, ограничение питания ингибирует mTORC1 и EP300; активирует AMPK, SIRT1 и SIRT3; стимулирует адаптивные клеточные ответы на стрессы. В конечном итоге это удлиняет жизнь у многих модельных организмов вплоть до приматов.
Имеющиеся на данный момент свидетельства указывают на то, что можно добиться увеличения продолжительности жизни подопытных животных путями ингибирования анаболического сигналинга (ИФР-1, mTOR, гормон роста) (к примеру, ограничением в диете или рапамицином), а также активацией катаболического сигналинга (AMPK, сиртуины). Различные пути взаимосвязаны: так, активация AMPK ингибирует mTORC1 (белковый комплекс, каталитическим центром которого является mTOR). Однако слишком низкий уровень анаболического сигналинга приводит к серьёзным проблемам со здоровьем (нарушение заживления ран, инсулинорезистентность, катаракта, тестикулярная дегенерация) и может привести к преждевременной смерти. Так, прогероидные мыши с очень низким уровнем ИФР-1 могут прожить дольше в случае небольшого дополнительного приёма ИФР-1.
C возрастом увеличивается активность mTOR в нейронах гипоталамуса мыши, что вносит вклад развитие их возрастного ожирения. Это можно вылечить прямой инфузией рапамицина в гипоталамус.
Парадоксально, но уровни ИФР-1 и гормона роста снижаются естественным образом во время нормального старения, также в мышах с преждевременным старением. Таким образом, снижение активности молекулярного пути ИФР-1 и инсулинового сигналинга является общей характеристикой нормального и ускоренного старения, а постоянно сниженная активность этих процессов увеличивает продолжительность жизни. Эти противоречащие друг другу наблюдения могут быть объяснены тем, что организм снижает активность анаболических путей в ответ на накопившиеся повреждения с целью экономии ресурсов и уменьшения темпа накопления дальнейших повреждений с целью прожить дольше.
Лекарственные вещества, нацеленные на такие болезни как рак и метаболические заболевания, часто изменяют внутриклеточные системы распознавания веществ, поэтому некоторые из этих веществ могут также иметь геропротекторные свойства. Рапамицин и его производные, которые ухудшают работу комплекса mTORC1, продлевают продолжительность жизни различных модельных животных, даже когда ввод их в организм начался в конце взрослой жизни. В мышах рапамицин может улучшить различные аспекты здоровья и защищает организм от некоторых нейродегенеративных и других болезней пожилого возраста, хотя при этом он также может и усугубить отдельные возрастные черты, такие как катаракта. В отношений людей существуют исследования, когда предупреждающий приём ингибиторов mTORC1 пожилыми добровольцами увеличил иммунный ответ их организмов на иммунизацию против гриппа и уменьшил заболеваемость вирусными респитарными заболеваниями последующей зимой.
Нужны дополнительные исследования, чтобы понять, какие пути и в какой степени можно ингибировать и активировать, чтобы получить максимум полезных последствий при минимуме отрицательных.

### Митохондриальная дисфункция

Схема митохондрии

Митохондрия является электростанцией клетки. Различные клетки человеческого тела содержат от нескольких до 2500 митохондрий, каждая из которых конвертирует углерод (в формате Acetyl-CoA) и кислород в энергию (в формате ATФ) и диоксид углерода.
С возрастом эффективность митохондрий имеет тенденцию к снижению. Причины этого пока не до конца ясны, но подозреваются несколько механизмов: уменьшение биогенеза, накопление повреждений и мутаций в митохондриальной ДНК, окисление митохондриальных протеинов, сбои в контроле качества при митофагии.
Неправильно функционирующие митоходрии вносят вклад в старение путём создания помех для внутриклеточных сигналов и запуская воспалительные реакции.
Однако ситуация не всегда однозначна, поскольку митохондриальная дисфункция также связана с гормезисом. Митохондрии являются главным источником образования АФК и дефекты в митохондриях обычно (но не всегда) приводят к повышению образования таких молекул. Но хотя АФК вызывают неконтролируемые повреждения в клетке, они также являются важными сигнальными молекулами. В ряде экспериментов исследователи наблюдали неожиданные вещи, как то
- повышение АФК может увеличить продолжительность жизни дрожжей и C. elegans[87][88];
- генетические манипуляции у мышей, которые приводят к увеличению образования АФК в митохондриях, не ускоряют старение[89][90][91];
- мыши с усиленной антиоксидантной защитой не живут дольше[92].

Причина этого в том, что увеличение уровня АФК является триггером для активации механизмов защиты и ремонта, и при некотором уровне АФК положительные последствия от них могут превзойти негативные.
Вещество метформин является слабым митохондриальным ядом, вызывающим низкоэнергетическое состояние, характеризующееся увеличением количества АМФ и активацией AMPK. При соблюдении некоторых условий метформин способен продлевать жизнь различных подопытных животных, в том числе мышей.
Тренировки на выносливость и периодические ограничения в питании могут увеличивать продолжительность здоровой жизни, защищая митохондрии от дегенерации. По-видимому, причина этого в активации аутофагии. Однако в это могут быть вовлечены и другие молекулярные пути, ведущие к долголетию.
Главным внутриклеточным процессом в поддержании качества митохондрий является митофагия, которая предотвращает накопление в клетке дефектных митохондрий. С возрастом митофагия ухудшается, что подстёгивает старение и является серьёзным риск-фактором для многих болезней, включая нейродегенеративные.

### Клеточное старение
При определённых обстоятельствах клетка может прекратить клеточный цикл без умирания, вместо этого перейдя в спящий режим и почти прекратя выполнение своих нормальных функций. Это называется клеточным старением. Данный процесс может быть вызван несколькими факторами, среди которых укорочение теломер, повреждение ДНК и стресс. Иммунная система имеет программу поиска и устранения сенесцентных клеток путём фагоцитоза. В связи с этим есть гипотеза, что переход клеток в сенесцентный режим есть природный механизм для избавления организма от клеток, которые накопили больше повреждений, чем могут исправить системы ремонта. Но по мере ухудшения качества работы иммунной системы та уже перестаёт в полном объёме справляться с чисткой организма от сенесцентных клеток.
Связи между сенесцентными клетками и старением организма следующие:
- Пропорция сенесцентных клеток в организме увеличивается с возрастом[98] (путём увеличения скорости генерации сенесцентных клеток и/или снижения скорости их удаления)[1][2]. Разница в скорости накапливания сенесцентных клеток между молодыми (<35 лет) и старыми (>65 лет) людьми составляет от 2 до 20 раз, в зависимости от типа ткани, в которой производится измерение[99], - наиболее существенна разница для фибробластов, клеток эндотелия и иммунных клеток[100].
- Сенесцентные клетки распространяют воспалительные сигнальные молекулы, которые вносят вклад в старение организма[101].
- Было обнаружено, что чистка тела от сенесцентных клеток отсрочивает начало возрастно-зависимых нарушений в работе организма[102].

Учёные обнаружили, что к увеличению продолжительности жизни могут приводить воздействия на механизм сенесцентности, выглядящие отчасти противоположными. Увеличение продолжительности жизни можно получить и путём лёгкой стимуляции вызывающих сенесцентность метаболических путей опухолевой супрессии, и удалением сенесцентных клеток из организма. Были разработаны вещества, способные выборочно уничтожать сенесцентные клетки в организме, - сенолитики. Мыши, которым длительное время давали сенолитики, продемонстрировали более долгую жизнь без увеличения частоты случаев заболевания раком и дефектного ремонта тканей.
Но сенесцентные клетки имеют и положительное влияние на организм, как то способствование заживлению ран. По этой причине учёные предполагают, что чрезмерное удаление сенесцентных клеток из организма хотя и даёт кратковременный положительный эффект, может в дальнейшем привести к ускоренному накоплению сенесцентных клеток и ускорить старение. Необходимы дальнейшие исследования для понимая возможной выгоды и побочных эффектов от терапии сенолитиками.

### Истощение стволовых клеток
Стволовые клетки — это недифференцированные или частично дифференцированные клетки, которые имеют способность делиться бесконечно. Эмбрион в возрасте нескольких дней почти полностью состоит из стволовых клеток. По мере роста эмбриона клетки размножаются, дифференцируются и приступают к выполнению своих профильных функций внутри организма. Во взрослом организме стволовые клетки преимущественно сосредоточены в зонах, которые подвергаются интенсивному износу (желудочно-кишечный тракт, лёгкие, слизистые оболочки, кожа) или в местах образования клеток, требующих постоянного пополнения (эритроциты, клетки иммунной системы, сперматозоиды, волосяные фолликулы).
Потеря способности к регенерации является одним из самых очевидных следствий старения. В основном это происходит из-за того, что со временем количество в организме стволовых клеток и скорость их деления постепенно снижаются. В качестве примера можно привести уменьшение гемопоэза, что, среди прочего, ведёт к уменьшению количества и ухудшению качества иммунных клеток — процессу, называемому иммуностарением, а также к повышенному риску развития анемии и миелоидных злокачественных образований.
Было обнаружено, что омоложение стволовых клеток может обратить вспять некоторые проявления старения на уровне организма. Так, трансплантация стволовых клеток, полученных из молодых мышей, прогероидным мышам увеличивает их продолжительность жизни и уменьшает дегенерацию даже в тех их тканях, в которые донорские клетки не попали. Учёные предполагают, что причиной этого являются секретируемые стволовыми клетками факторы.
Существует исследование на выборке в 16 человек, согласно которому физические упражнения в игровой форме замедляют потерю стволовых клеток в мышцах человека.

### Изменённая межклеточная коммуникация
Различные ткани и составляющие их клетки нуждаются в тесной координации их работы для функционирования организма как единого целого. Одним из главных способов для этого является выделение сигнальных молекул в межтканевую жидкость и кровь. При достижении других клеток и тканей такие молекулы изменяют поведение тех. Профиль сигнальных молекул изменяется по мере старения.
Появляется всё больше данных, что возраст-зависимые изменения в одной ткани могут вести к нарушениям в других тканях, создавая эффект "заразного старения", также называемый "эффектом свидетеля". Механизмов здесь несколько. К примеру, было обнаружено, что сенесцентные клетки выделяют специфический набор сигнальных молекул, получивший название SASP, который вызывает аналогичное сенесцентное состояние в соседних клетках. Но есть у таких взаимосвязей и обратная, положительная сторона: жизнепродлевающие воздействия, направленные на одну ткань или орган, могут также замедлить старение в других тканях и органах.
Разработаны вещества, способные подавлять действие SASP и, таким образом, замедлять старение. Этот класс веществ получил название сеноморфики.
Существует несколько способов восстановления межклеточных взаимодействий, приводящих к продлению жизни и появлению признаков омоложения. Одним из них является замена в организме некоторых системных факторов крови. Так, одиночное переливание крови старых мышей в молодых мышей приводит к появлению через несколько дней в последних признаков старения, а простое разбавление крови старых мышей буферным изотоническим раствором с 5% содержания альбуминов приводит к появлению признаков омоложения во многих тканях, что свидетельствует о существовании циркулирующих в крови факторов, способствующих процессам старения. Растворимые вещества в крови молодых мышей восстанавливают у старых мышей способность к обновлению и ремонту повреждений.
Старение сопряжено с многочисленными повреждениями в долгоживущих компонентах внеклеточного матрикса, включая образование конечных продуктов гликирования (AGEs), карбонилирование, карбамилирование, фрагментацию эластина и сшивки коллагена, что ведёт к фиброзу тканей (фибростарение). Сковывание внеклеточного матрикса также отражается на сенесцентных клетках, которые в результате секрецируют матриксные металлопротеиназы, увеличивающие повреждения во внутриклеточном матриксе, и посредством протеолиза создают молекулярный паттерн, способствующий возникновению ещё больших повреждений, что активизирует просенесцентные, профиброзные и провоспалительные пути. Важность коллагена для долголетия человека также подчёркнута открытием редкого варианта гена COL25A1, который кодирует протеин, специфический для коллагена мозга. Этот вид протеина может усиливать защиту от болезни Альцгеймера. Внеклеточный матрикс, приготовленный из фибробластов молодых людей, индуцирует молодое состояние в старых сенесцентных клетках.

### Хроническое воспаление
Старость коррелирует с высокими уровнями воспалительных активаторов в крови, такими как IL-1, IL-6, C-реактивный белок, IFNα и другие. Старческое хроническое воспаление (инфламмэйнджинг) первоначально рассматривалось как часть механизма изменённой межклеточной коммуникации. Однако вследствие его значительного вклада в старение и болезни пожилого возраста, а также ввиду тесных взаимосвязей с клеточным старением и нарушением микробиома, учёные предложили рассматривать старческое воспаление в качестве самостоятельного механизма.
Постепенное изменение профиля межклеточных сигнальных молекул приводит к вялотекущему хроническому воспалению, охватывающему весь организм, получившему название «инфламмэйнджинг». Кратковременное воспаление выполняет в организме положительную роль, в случае возникновения повреждения рекрутируя компоненты иммунной системы и механизмов ремонта в повреждённую часть организма настолько долго, насколько повреждение и угроза сохраняются. Но постоянное присутствие воспалительных маркеров по всему телу изнашивает иммунную систему и травмирует здоровые ткани.
Инфламмэйджинг является результатом многих процессов, главные из которых
- накопление провоспалительных повреждений в тканях,
- неспособность постепенно слабеющей иммунной системы эффективно удалять патогены и дисфункциональные клетки организма,
- склонность сенесцентных клеток секретировать провоспалительные факторы (см. "Клеточное старение"),
- повышенная активация транскрипционного фактора NF-kB,
- нарушения в процессе аутофагии[1][2],
- попадание ядерной и митохондриальной ДНК в цитозоль, где она стимулирует провоспалительные ДНК-сенсоры, особенно на фоне неэффективной аутофогии[130],
- инфламмэйджинг усугубляется нарушениями циркадных ритмов и дисфункцией кишечного барьера[англ.][131].

Эти изменения приводят к повышенной активации многих провоспалительных путей, что приводит к повышенному образованию IL-1b, фактора некроза опухоли и интерферонов. Инфламмэйджинг также способствует патогенезу ожирения, диабета 2 типа, атеросклероза, остеоартрозу, нейровоспалению. Также инфламмэйджинг подавляет функции эпидермальных стволовых клеток (см. "Истощение стволовых клеток") и понижает эффективность иммунной системы в распознавании и удалении сенесцентных клеток (см. "Клеточное старение"), что является примерами связи различных механизмов старения между собой.
Проведено множество исследований, демонстрирующих увеличение продолжительности максимальной жизни и здоровой жизни в результате использования противовоспалительных терапий. Так,
- Блокирование TNF-α предотвращает саркопению у мышей и улучшает познавательные способности у престарелых крыс[132][133].
- Блокирование IFNAR1[англ.] обращает вспять процесс накопления моноцитов в лёгких престарелых мышей[134].
- Нокаут у мышей гена рецептора простагландина Е2[англ.] (EP2) в миелоцитах или ввод престарелым мышам фармакологических ингибиторов EP2 улучшает у них когнитивные способности[135].
- Нокаут гена инфламмасомного протеина NLRP3 у мышей улучшает их метаболические биомаркеры, толерантность к глюкозе, когнитивные способности, моторные функции и удлиняет продолжительность жизни[136]. Фармакологическое ингибирование NLRP3 или каспазы-1 удлиняют жизнь прогероидных мышей[137].
- В случае людей, ингибирование IL-1β (образующегося вследствие действия каспазы-1) посредством вещества канакинумаб показало ряд положительных эффектов на 3-й фазе клинических испытаний CANTOS[138].
- Посредством долгосрочного применения некоторых противовоспалительных препаратов (таких как аспирин) можно увеличить продолжительность жизни мышей и способствовать здоровому долголетию в случае людей[1][2][139][140] (в частности, имеет место уменьшение вероятности сердечно-сосудистых заболеваний и различных видов рака желудочно-кишечного тракта[англ.]). Но в то же время 3-ья клиническая фаза испытаний, в ходе которой аспирин давался 70-летним людям, показала негативный результат[141]. Таким образом, необходимы дальнейшие испытания для понимания ценности профилактического приёма аспирина с целью возможного комбинирования аспирина с другими препаратами или нахождения альтернативного противовоспалительного препарата с меньшей токсичностью[4].

Физические упражнения и пониженный индекс массы тела ведут к уменьшению количества воспалительных маркеров в плазме крови. Воспалительные маркеры также можно понизить через здоровое питание. В частности, к понижению воспалительных маркеров ведут потребление оливкового масла, орехов. СРБ понижают кофе, витамина D (возможно, вследствие высокого уровня недостатка витамина D в людях современного общества), глюкозамин и хондроитин. Другие потенциальные противовоспалительные вещества, имеющие пользу для здоровья: аципимокс, кверцетин, кофермент Q (Q10), имбирь, ресвератрол, магний, карнозин, мелатонин, куркумин, лираглутид, телмисартан, силденафил, пентоксифиллин, а также пробиотики, пребиотики и симбиотики.

### Дисбактериоз
С возрастом в микробиоме кишечника происходят заметные изменения, в основном сдвиг в численности различных микроорганизмов и уменьшение их разнообразия. В связке с потерей структурной целостности кишечника и других барьеров (как то гематоэнцефалический барьер) эти изменения в популяциях микроорганизмов могут способствовать старческому воспалению.
Учитывая влияние кишечного микробиома на организм хозяина, можно сделать предположение о возможности увеличения продолжительности и качества жизни посредством изменения этого микробиома.
Исследования последних лет продемонстрировали, что микробиом является важным фактором для многих физиологических процессов, таких как переваривание и усвоение питательных веществ, защита от патогенов, синтез в организме существенных метаболитов, включая витамины, аминокислоты, вторичные жёлчные кислоты, короткоцепочечные жирные кислоты. Микробиота кишечника также посылает сигналы периферической и центральной нервным системам и другим отдалённым органам, тем самым оказывая сильное влияние на общее здоровье организма хозяина. Нарушения в двухнаправленной бактерии-хозяин коммуникации приводят к дисбактериозу и вносит вклад в возникновение различных патологических состояний, таких как ожирение, диабет 2-го типа, язвенный колит, неврологическое расстройство, сердечно-сосудистые заболевания и рак.
Сообщество микроорганизмов внутри пищеварительного тракта сильно различается от человека к человеку как следствие генетических различий людей (в первую очередь этничности), диеты, привычек образа жизни (культура), окружающей обстановки (география и экология). Это делает трудным выявление взаимосвязей между микробиотой и возрастными изменениями. И всё же некоторые мета-анализы выявили ассоциации между микробиотой и болезнями, которые были подтверждены для различных патологий и стран.
Бактериальное разнообразие закладывается в детстве и остаётся относительно стабильным в течение взрослого периода. Однако его структура и активность с возрастом всё же постепенно меняется, постепенно приводя к общему уменьшению разнообразия. Так, несколько исследований, проведённых на популяциях долгожителей, показали уменьшение основных таксонов бактерий, таких как бактероиды и roseburia, но при этом увеличение некоторых родов бактерий, таких как бифидобактерии  и akkermansia - что, вероятно, благотворно сказывается на продолжительности жизни.
Другое исследование показало, что здоровое долголетие ассоциировано с уменьшением основных таксонов, таких как бактероиды, присущих большинству людей. Более того, среди индивидуалов, достигших большого возраста, сохранение высокого уровня бактероидов и низкий уровень уникальности микробиоты существенно ассоциированы с уменьшением вероятности выживания. С другой стороны, исследование ELDERMET (в Ирландии) рапортует об увеличении преобладания бактерий родов бактероиды, Alistipes и Parabacteroides в людях с возрастом более 65 лет по сравнению с молодыми. Это исследование также обнаружило возрастные сдвиги в микробиоте, ассоциированные с хрупкостью, познанием, депрессией и воспалением.
Различные исследования рапортуют различные закономерности, происходящие в микробиоте людей при старении. Гетерогенность данных показывает, что могут существовать различные траектории изменения микробиома с возрастом. Но при этом учёные обнаружили интересную схожесть в производных соединениях аминокислот, которые микробиота создаёт в плазме крови.
Анализ микробиомы столетних жителей показал высокое содержание в них некоторых определённых бактерий, таких как Alistipes putredinis и Odoribacter splanchnicus. Некоторые из этих видов бактерий способны производить уникальные вторичные жёлчные кислоты, которые демонстрируют мощный антимикробный эффект против грамположительных бактерий, имеющих устойчивость ко многим лекарствам (это такие бактерии как Clostridioides difficile и Enterococcus faecium).
Разносторонние исследования моделей ускоренного старения показало, что два типа прогероидных мышей имеют кишечный дисбактериоз, характеризующийся увеличенным изобилием протеобактерий и цианобактерий, а также пониженным уровнем Verrucomicrobia. Трансплантация фекальной микробиоты (ТФМ) от мышей дикого типа этим прогероидным мышам увеличивает продолжительности их максимальной и здоровой жизней. Этот же эффект можно получить введением verrucomicrobium Akkermansia muciniphila. И противоположно, ТФМ от прогероидных мышей мышам дикого типа провоцирует пагубные метаболические изменения. Восстановление уровня вторичных жёлчных кислот и других метаболитов, нехватка которых наблюдается у прогероидных мышей, фенокопирует благоприятные эффекты восстановления здорового микробиома.
ТФМ также выявила причинную роль дисбактериоза кишечника в хроническом системном воспалении и спаде приобретённого иммунитета, ассоциированных с возрастом и возрастными болезнями. Трансплантация кишечной микробиоты от старых мышей молодым вызывает воспалительную реакцию, характеризующуюся увеличенным уровнем дифференцировки CD4+ T-лимфоцитов в селезёнке, активизацией воспалительных цитокинов и усилением циркуляции воспалительных факторов бактериального происхождения. ТФМ также предоставляет свидетельства причастности микробиомы кишечника к поддержанию здоровья мозга и иммунитета в процессе старения.
В мышах модели ускоренного старения SAMP8, пробиотическая бактерия Lactobacillus plantarum GKM3 способствует долголетию и смягчает возрастное когнитивное ухудшение. В случае старых мышей и макак, хроническое воспаление, вызванное кишечной микробиотой, и происходящее вследствие него усиление инсулинорезистентности могут быть исправлены восстановлением изобилия благоприятных КЦЖК-производящих бактерий, таких как A. muciniphila.
Вышеприведённые и другие исследования показывают наличие причинно-следственной связи между дисбактериозом и скоростью-качеством протекания старения. Исследования дают основание полагать, что восстановление юношеской микробиоты может увеличить продолжительности максимальной и здоровой жизней.
Дисбактериоз кишечника был признан фактором риска развития болезни Альцгеймера.

## Расширенный список механизмов
В марте 2022 в Копенгагене состоялся исследовательский симпозиум "New Hallmarks of Ageing". По результатам обсуждений на нём, большая группа учёных в августе 2022 года предложила расширить существовавший на тот момент классический список девяти механизмов ещё пятью:
- скомпрометированная аутофагия,
- разрегулировка сплайсинга РНК,
- нарушение микробиома
- Изменение механических свойств внутриклеточных и межклеточных структур
- Старческое хроническое воспаление[англ.] (инфламмэйнджинг)

### Cкомпрометированная аутофагия
Выделить нарушение аутофагии органел в отдельный механизм было предложено авторами коненгагенского списка в августе 2022 и поддержано авторами оригинального списки механизмов старения в январе 2023.

### Разрегулировка сплайсинга РНК
Сплайсинг РНК является частью процессинга РНК — процесса создания мРНК из ДНК. В исследовании на большом количестве людей было замечено, что по мере старения качество этого процесса ухудшается. Разрегулировка сплайсинга РНК не относится ни к механизму нестабильности генома (который об изменениях в ДНК), ни к механизму эпигенетических альтераций (который об изменениях эпигенетических меток поверх ДНК).

### Нарушение микробиома
Дополнить список ключевых механизмов старения нарушением микробиома было предложен авторами коненгагенского списка в августе 2022. Предложение было поддержано авторами оригинального списки в январе 2023.

### Изменение механических свойств внутриклеточных и межклеточных структур
Учёные предлагают рассматривать в рамках единого механизма как имежклеточные изменения, так и внутриклеточные.
По мере процесса жизнедеятельности во внеклеточном матриксе между молекулами коллагена вследствие гликирования образуются и накапливаваются сшивки. Из-за этого с годами постепенно теряется тканевая эластичность и изменяется поведение клеток.
Примером внутриклеточного изменения механических свойств являются изменения в ядерной ламине — фибриллярной сетке внутри ядра, определяющей его механические свойства, участвующей в организации хроматина и ряде важных процессов. Нарушения в ядерной ламине являются ключевой особенностью прогерии — болезни, во многих чертах напоминающей преждевременное старение. Клинические испытание показали, что лекарственное вещество, восстанавливающее целостность ядерной мембраны, увеличивает продолжительность жизни людей, больных прогерией.
Возрастные механические изменения тканей препятствуют мобильности фибробластов и иммунных клеток.
Для решения этого класса проблем с целью омоложения организма перспективной выглядит направление механобиологии.

### Старческое хроническое воспаление
Выделить старческое хроническое воспаление в отдельный механизм было предложено авторами коненгагенского списка в августе 2022 и поддержано авторами оригинального списки механизмов старения в январе 2023.

### Прочие механизмы
Учёные подчёркивают, что не исключено существование других механизмов, способных вносить вклад в постепенное развитие в организме старения.
Помимо подхода, что этот процесс обусловлен постепенным накоплением различных случайных поломок и разбалансировок, есть группа квазипрограммых теорий старений, согласно которым существуют механизмы, которые в некоторый период жизни ускоряют скорость старения.

## Альтернативные концептуальные модели

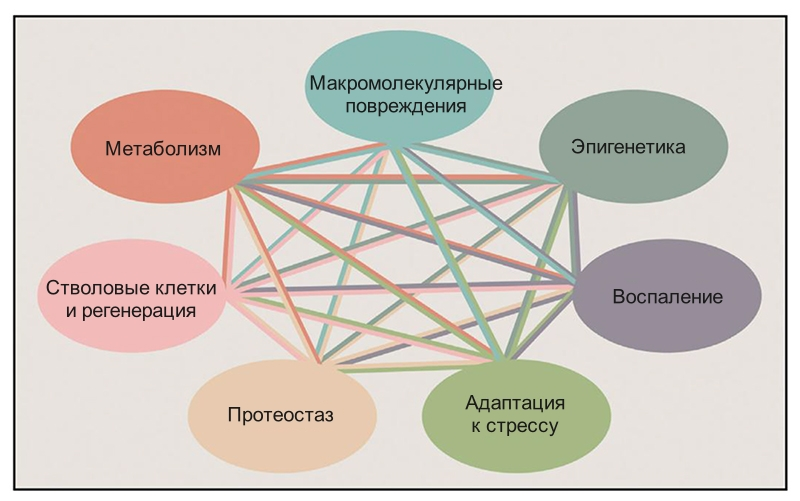
Модель семи столпов старения

В 2014 году другая группа учёных предложила несколько иную концептуальную модель, названную "Семь столпов старения". Модель семи столпов подчёркивает взаимные связи между всеми выделенными в ней механизмами, что в явном виде не указывалось в работе "Hallmarks of aging".
Подход SENS к старению, разработанный Обри ди Греем, предполагает, что существует 7 типов повреждений, исправление которых ликвидирует старение. Согласно этому подходу, все остальные возрастные изменения являются лишь следствием. По словам Обри ди Грея, существование 8-го типа повреждений возможно, но крайне маловероятно.

## Связь с другими болезнями и механизмами
Авторы статьи "Hallmarks of aging: An expanding universe" также связали различные ключевые механизмы старения с ключевыми механизмами рака.
Они заключили, что ключевые механизмы старения не только взаимосвязаны между собой, но также связаны с недавно предложенными "ключевыми механизмами здеоровья", которые включают организационные особенности пространственной компартментализации, поддержание гомеостаза и адекватные реакции на стресс.

## Критика
Научная статья "The hallmarks of aging" считается фундаментальной работой в области старения с момента публикации и предопределила направление многих исследований. Согласно Google Scholar, она цитируется более 1000 раз за год. Однако критики отмечают, что статья имеет ряд слабых мест и является скорее обзором различных аспектов старения, а не истинной парадигмой старения.
В частности, отмечаются следующие проблемные места:
- Суждения построены на допущении, что внутриклеточные повреждения являются главным движущим фактором старения. Но об этом нельзя говорить как о доказанной истине[168].
- Перечень механизмов несколько произволен и туманен. Существуют другие перечни механизмов старения, пересекающиеся с предоставленным списком лишь частично[168].
- Отсутствие указания на тесные связи между механизмами старения. Отсутствие ясного объяснение, как в целом механизмы складываются в старение[168].
- Расплывчатая классификация механизмов на первичные, вторичные и третичные[168].
- Недостаточное обоснование, что первичные механизмы являются причиной запуска вторичных[168].
- Переоценка суждения об изменении продолжительности жизни как показателя изменения скорости старения. (К примеру, некоторые вмешательства в организмы продлевают жизнь за счёт воздействия на симптомы главных причин смерти, как то уменьшение вероятности образования рака, но это не затрагивает процесс старения в целом)[171].
- Делание выводов на основе экспериментов, в которых использовались модели с неясной актуальностью их задействования для изучения старения. (К примеру, вывод о роли длины теломер исходит из многочисленных экспериментов на клетках, но старения организма является свойством целостного организма.) Роль различных механизмов в старении различных животных разная. Есть животные, жизнь которых ограничена иными факторами, чем внутреннее старение, и эти факторы не всегда очевидны[171].
- Делание выводов на основе экспериментов, где использовалась схема исследования, не позволяющая должны образом оценить эффект вмешательства (замедляет ли вмешательство процесс старения, приводит к одноразовому улучшению характеристик без изменения скорости дальнейшего старения или имеет место комбинация двух данных эффектов)[171].
- Делание выводов на основе экспериментов с модельными животными, лишь фенотипически имитирующие старение (как то прогероидные животные и животные с различными мутациями), но это не есть истинное старение[171].

Поэтому необходима дальнейшая работа, и чрезмерное зацикливание на статье может помешать созданию истинной парадигмы старения.
В своей последующей работе 2023 года “Hallmarks of aging: An expanding universe” авторы частично учли часть критики. В особенности, было уделено большое внимание на демонстрацию взаимосвязей между различными механизмами старения. Отмечается, что отличительной чертой эффективных анти-возрастных вмешательств (таких как метформин, спермидин, предшественники NAD+, пероральный приём A. muciniphila) является то, что эффекты от их приёма проявляются одновременно в нескольких механизмах. Но большая часть критики по-прежнему актуальна.
Общий перечень ключевых механизмов старения стал полезным контрольным списком для исследователей, изучающих отдельные болезни старения и пытающихся разобраться в их причинах. Он побудил создание подобных перечней ключевых механизмов старения для отдельных органов и систем организма. К примеру, по старению лёгких, клеточному старению, экспрессии генов в стареющих клетках, старению мозга.